# 1834
1834 (MDCCCXXXIV) fue un año común comenzado en miércoles según el calendario gregoriano.

## Acontecimientos

### Enero
- 3 de enero: en la Ciudad de México, el Gobierno encarcela a Stephen F. Austin.
- 4 de enero: en Lima (Perú), la guarnición militar perpetra un golpe de Estado y proclama «jefe supremo» a Pedro Bermúdez, con lo que se inicia la revolución de Bermúdez (guerra civil peruana de 1834).
- 15 de enero: en España, Francisco Martínez de la Rosa es nombrado presidente del Consejo de Ministros.

### Febrero
- 15 de febrero: en Madrid (España) se crea la Policía Urbana.
- 19 de febrero: en Alemania se autoriza la construcción del primer ferrocarril de ese país, que enlazaría las ciudades de Núremberg y Furth, distantes entre sí 20 km.

### Abril

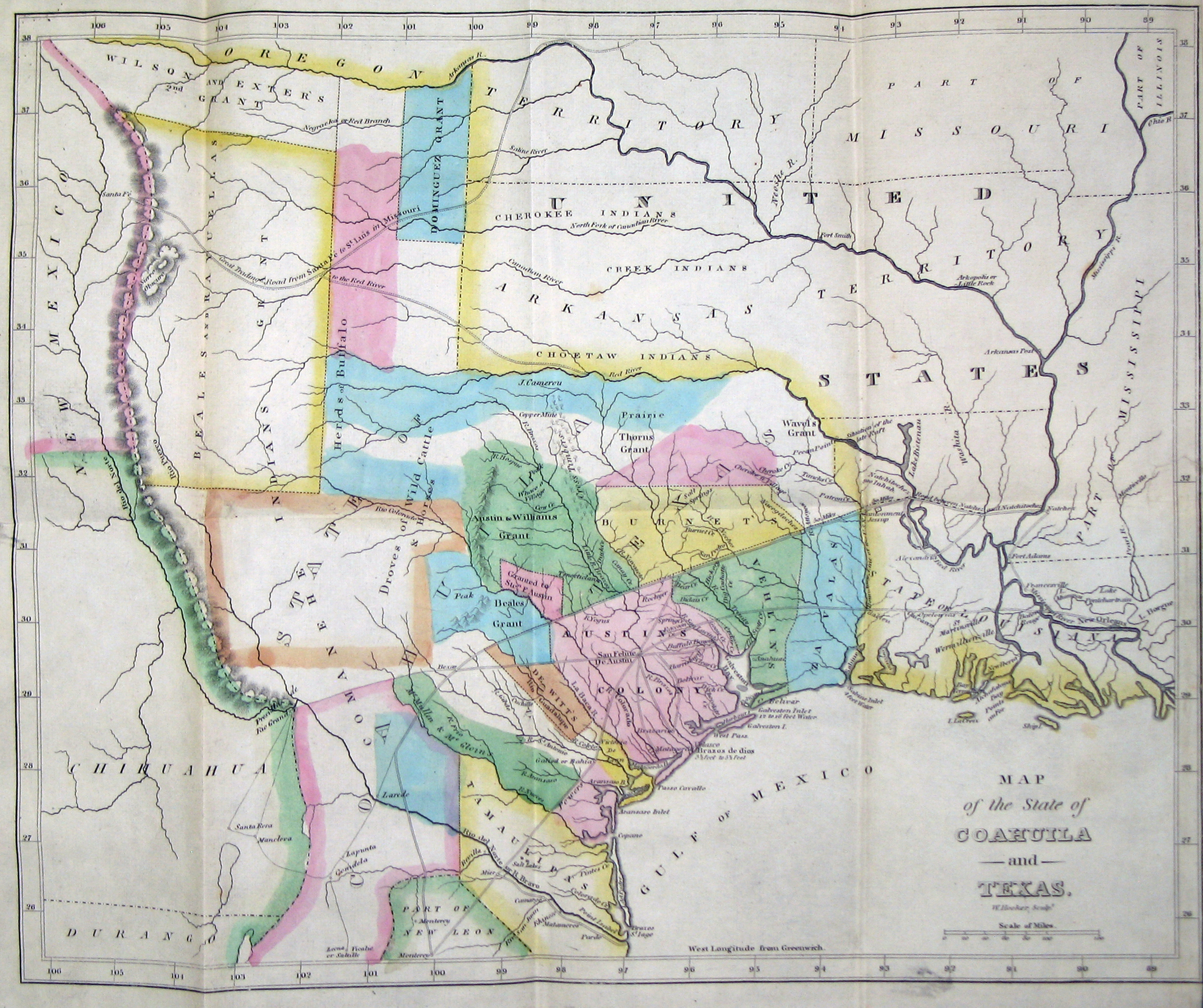
Mapa de Coahuila y Texas en 1834

- 10 de abril: en Venezuela se aprueba la Ley de Libertad de Contratos, siendo promulgadas cinco días después, con el objetivo de estimular la economía nacional, aunque después propiciaría una grave crisis económica.
- 22 de abril: España, Francia, Portugal y Reino Unido firman la Cuádruple Alianza.
- 24 de abril: en México, el general Antonio López de Santa Anna asume la presidencia por cuarta ocasión.

### Mayo
- 13 de mayo: en Jerusalén se registra un fuerte terremoto que causa graves daños en varios edificios.
- 17 de mayo: en España, regresa de su exilio Carlos María Isidro de Borbón, pretendiente carlista al trono de ese país.

### Agosto
- 31 de agosto: en Madrid se inaugura la Escuela Normal de Instrucción Primaria, para la formación de maestros nacionales.

### Octubre
- 11 de octubre: en la isla indonesia de Java se registra un terremoto de 7,0.
- 27 de octubre: en Alegría de Álava (País Vasco) ―en el marco de la Primera Guerra Carlista― las fuerzas carlistas de Tomás Zumalacárregui emboscan y vencen a las fuerzas isabelinas en la batalla de Alegría.
- 28 de octubre: en España ―en el marco de la Primera Guerra Carlista― se libra la batalla de la Venta de Echavarri.

### Noviembre
- 18 de noviembre: en Argentina se crea la provincia de Jujuy, por división de la provincia de Salta; Jujuy es la última de las 14 provincias argentinas que durarán sin modificaciones hasta mediados del siglo XX.

### Diciembre
- 10 de diciembre: en la provincia de Córdoba (España) se funda la villa de Puente Genil por Real Decreto firmado por la regente María Cristina de Borbón-Dos Sicilias.
- 12 de diciembre: en España ―en el marco de la Primera Guerra Carlista― se libra la batalla de Mendaza.
- 15 de diciembre: en España ―en el marco de la Primera Guerra Carlista― se libra la batalla de Arquijas.

### Fechas desconocidas
- En España se suprime la Inquisición.
- En España se crea el Estatuto Real.
- En Londres (Reino Unido) Robert Brown publica un artículo científico escrito en 1831 en el que da nombre al núcleo de las células vegetales (al que menciona que había sido descubierto en 1802 por Franz Bauer).

## Arte y literatura
- Honoré de Balzac: Papá Goriot y La búsqueda de lo absoluto.

## Nacimientos

### Enero a marzo
- 7 de enero: Johann Philipp Reis, científico alemán (f. 1874).
- 10 de enero: Lord Acton, historiador, político y escritor Inglés. (f. 1902).
- 8 de febrero: Dmitri Mendeléyev, químico ruso (f. 1907).
- 15 de febrero: Faustina Sáez de Melgar, escritora española (f. 1895).
- 16 de febrero: Ernst Haeckel, naturalista y filósofo alemán (f. 1919).
- 23 de marzo: Julius Reubke, compositor, pianista y organista alemán (f. 1858).
- 24 de marzo: William Morris, pintor, dibujante y escritor británico (f. 1896).

### Abril a junio
- 4 de abril: Francisco García Calderón Landa, político y diplomático peruano, presidente del país por corto periodo (f. 1905).
- 30 de abril: John Lubbock, prehistoriador, político, entomólogo y arqueólogo británico (f. 1913).
- 11 de mayo: Leopoldo Montes de Oca, médico y académico argentino (f. 1906).
- 21 de mayo: Charlotte Schreiber, pintora e ilustradora anglo-canadiense (f. 1922).

### Julio a septiembre
- 9 de julio: Jan Neruda, escritor y poeta checo (f. 1891).
- 19 de julio: Edgar Degas, pintor impresionista francés (f. 1917).
- 27 de julio: Miguel Grau Seminario, militar peruano (f. 1879).
- 4 de agosto: 
  - Gaspar Núñez de Arce, poeta y político español (f. 1903).
  - John Venn, matemático británico (f. 1923).
- 5 de agosto: Gaspar da Silveira Martins, magistrado y político brasileño (f. 1901).
- 31 de agosto: Amilcare Ponchielli, compositor italiano (f. 1886)

### Octubre a diciembre
- 9 de noviembre: Kondō Isami, militar japonés, comandante del Shinsengumi (f. 1868).
- 10 de noviembre: José Hernández, escritor argentino (f. 1886).
- 13 de noviembre: Ignacio Manuel Altamirano, escritor mexicano (f. 1893).
- 7 de diciembre: Concepción Agramonte, patriota independentista cubana (f. 1922).
- 11 de diciembre: Eduarda Mansilla, escritora argentina (f. 1892).

### Fechas desconocidas
- Rafael Zaldívar, médico, político y presidente salvadoreño (f. 1903).

## Fallecimientos

### Enero a junio

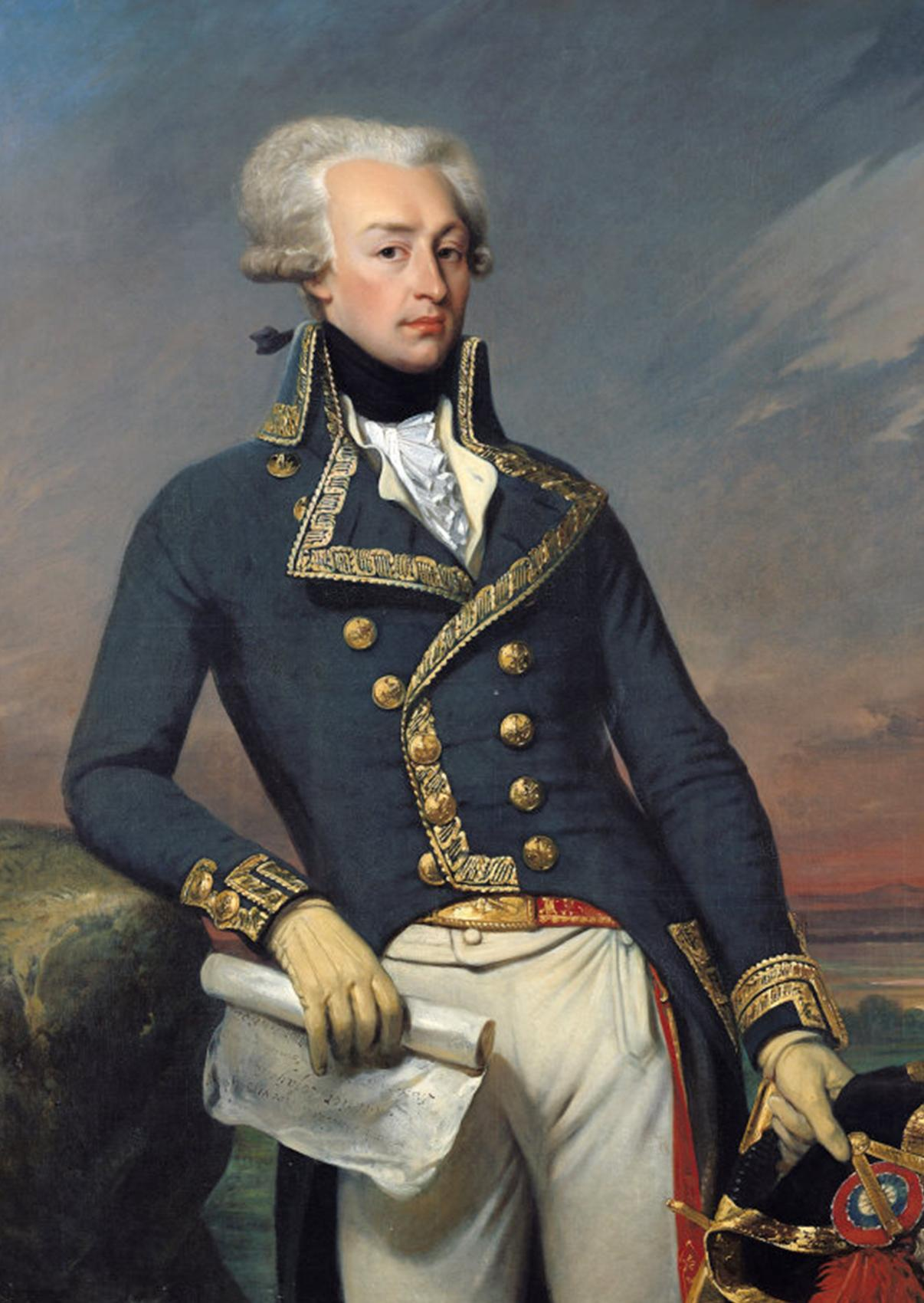
Marqués de Lafayette.

- 20 de enero: Fernando Federico Augusto de Wurtemberg (70), militar y noble alemán (n. 1763).
- 12 de febrero: Friedrich Schleiermacher (65), teólogo y filósofo alemán (n. 1768).
- 18 de febrero: William Wirt (61), abogado, político y escritor estadounidense (n. 1772).
- 27 de febrero: Jean Baptiste Joseph Wicar (72), coleccionista de arte y pintor francés (n. 1762).
- 17 de marzo: David Douglas (35), botánico y explorador británico (n. 1799).
- 30 de marzo: Rudolph Ackerman (69), librero y editor británico (n. 1764).
- 9 de abril: Louis Jean Nicolas Abbé (69), general francés (n. 1764).
- 17 de mayo: Enrique José O'Donnell (57), militar español (n. 1769).
- 20 de mayo: Marqués de Lafayette (76), militar y aristócrata francés (n. 1757).

### Julio a diciembre

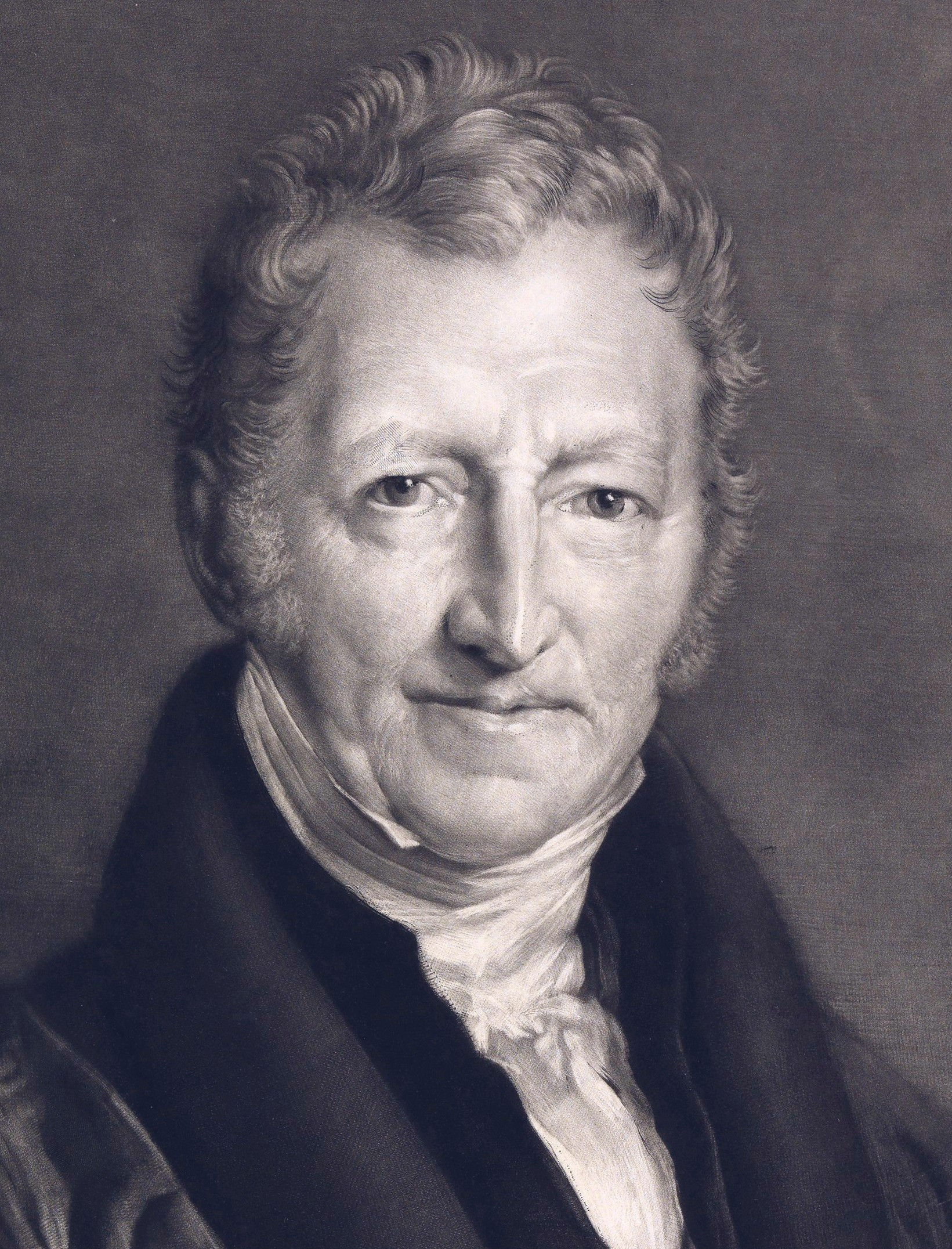
Thomas Malthus.

- 25 de julio: Samuel Taylor Coleridge (61), poeta, crítico y filósofo británico (n. 1772).
- 3 de agosto: August Christian Andreas Abel (83), violinista y músico alemán (n. 1751).
- 7 de agosto: Joseph Marie Jacquard (82), inventor francés (n. 1752).
- 24 de septiembre: Pedro I de Brasil y IV de Portugal (35), monarca portugués (n. 1798).
- 8 de octubre: François-Adrien Boïeldieu (58), compositor francés (n. 1775).
- 10 de octubre: Bernardino Escribano (44), militar argentino fundador de la ciudad de Junín (n. 1790).
- 23 de octubre: Fath Alí Shah Qayar (62), rey iraní (n. 1772).
- 23 de diciembre: Thomas Malthus (68), economista británico (n. 1766).